# Ailumar-Manutane
Ailumar-Manutane (andere Quelle: Blinklala) ist eine osttimoresische Siedlung im Suco Liurai (Verwaltungsamt Remexio, Gemeinde Aileu).

## Geographie und Einrichtungen
Der Weiler (Bairo) Ailumar-Manutane liegt im Osten der Aldeia Manutane in einer Meereshöhe von 612 m. Östlich befindet sich außerhalb der Siedlung die Grundschule und die Kapelle São Francisco und in der Nachbar-Aldeia Cotomori der Weiler Cotomori, der Hauptort des Sucos.